# L Is for Lover
L Is for Lover è il sedicesimo album in studio del cantante statunitense Al Jarreau, pubblicato l'8 settembre 1986 dall'etichetta discografica Warner Bros.

## Tracce
1. Tell Me What I Gotta Do
2. L Is for Lover
3. Says
4. Pleasure
5. Golden Girl
6. Across the Midnight Sky
7. (We Got) Telepathy
8. Give a Little More Lovin'
9. No Ordinary Romance
10. Real Tight